# Pangonius brancoi
Pangonius brancoi är en tvåvingeart som beskrevs av Travassos Santos Dias 1984. Pangonius brancoi ingår i släktet Pangonius och familjen bromsar.
Artens utbredningsområde är Portugal. Inga underarter finns listade i Catalogue of Life.